# Cobleskill (wieś)
Cobleskill – wieś w Stanach Zjednoczonych, w stanie Nowy Jork, w hrabstwie Schoharie.